# Tallum
Tallum of Tjallum is een voormalige nederzetting in de gemeente Waadhoeke, in de Nederlandse provincie Friesland. De plaats lag tussen Tzum en Spannum. De buurtschap wordt in 1433 voor het eerst genoemd.
De naam komt ook voor in de Schotanusatlas, maar staat in verschillende uitgaven op verschillende plaatsen. De Nieuwe Encyclopedie van Fryslân duidde Tallum in 2016 nog aan als een van de buurtschappen van Tzum. De plaats zou bestaan uit een tweetal boerderijen ten noorden van de buurtschap Teetlum. Dit zou vermoedelijk gaan om de boerderij Groot T(j)allum, niet ver van de grens van Spannum. Ten oosten was later de boerderij  't Hooghiem te vinden in 19e en 20e eeuw. 
Steden, dorpen en gehuchten: Achlum · Baijum · Beetgum · Beetgumermolen · Berlikum · Blessum · Boer · Boksum · Deinum · Dongjum · Dronrijp · Engelum · Firdgum · Franeker · Herbaijum · Hitzum · Klooster-Lidlum · Marssum · Menaldum · Minnertsga · Nij Altoenae · Oosterbierum · Oude Leije (klein deel) · Oudebildtzijl · Peins · Pietersbierum · Ried · Ritsumazijl · Schalsum · Schingen · Sexbierum · Sint Annaparochie · Sint Jacobiparochie · Slappeterp · Spannum · Tzum · Tzummarum · Vrouwenparochie · Welsrijp · Westhoek · Wier · Winsum · Zweins

Buurtschappen: Arkens · Bonkwerd · Dijkshoek · Doijum · Fatum · Hatsum · Het Hooghout · Kie · Kiesterzijl · Kingmatille · Klooster Anjum · Koehool · Laakwerd · Lutjelollum · Miedum · Nieuwebildtzijl · Oosterend · Oosthoek · Rewerd (deels) · Roptazijl (deels) · Salverd · Schildum · Sopsum · Stad Niks · Tolsum · Tritzum · Tjeppenboer · Vrouwbuurtstermolen (deels) ·  Weakens · Westerend · Zwarte Haan

Voormalige buurtschappen:Barrum · De Kampen · De Poelen · De Vlaren · Dijksterhuizen · Franjumerburen · Holprijp · Koum · Langwerd · Teetlum · Memerd · War 

Friesland: Steden en dorpen      Nederland: Provincies · Gemeenten